# ザ・シーン・チェンジズ
『ザ・シーン・チェンジズ』（原題：The Scene Changes: The Amazing Bud Powell Vol. 5）は、アメリカ合衆国のジャズ・ピアニスト、バド・パウエルが1958年に録音・1959年に発表したスタジオ・アルバム。

## 背景
パウエルの正式なスタジオ録音としては、アルバム『タイム・ウェイツ』（1958年5月24日録音）以来約7か月ぶりである。フランシス・ウルフが撮影したジャケット写真は、当時3歳だった息子アール・ダグラス・ジョン・パウエルとの2ショットとなっている。なお、パウエルは本作を最後にブルーノート・レコードでの録音活動を終了し、フランスを拠点として活動するようになるが、1963年5月には、デクスター・ゴードンがブルーノートのために録音したパリ録音のアルバム『アワ・マン・イン・パリ』でサイドマンを務めた。

## 評価
リチャード・クックは、本作を含む1950年代末期のパウエルのブルーノート録音に関して「メロディはアイディアに満ちている。しかし演奏は輝ける初期の作品の記憶を裏切るもので、晩年の作品特有の無用な誇張も散見される」と評している。また、マーク・デイヴィスは2017年、All About Jazzにおいて5点満点中4点を付け「『ジ・アメイジング・バド・パウエル Vol.1』および『Vol.2』ほどの水準には達していないが、凡百のピアニストを基準とすれば、物凄い傑作である」と評している。
収録曲「クレオパトラの夢」は、日本のジャズ喫茶で人気を博した。

## 収録曲
全曲ともバド・パウエル作曲。
1. クレオパトラの夢 - "Cleopatra's Dream" - 4:24
2. デュイッド・ディード - "Duid Deed" - 5:08
3. ダウン・ウィズ・イット - "Down with It" - 4:01
4. ダンスランド - "Danceland" - 3:44
5. ボーダリック - "Borderick" - 2:00
6. クロッシン・ザ・チャンネル - "Crossin' the Channel" - 3:31
7. カミン・アップ - "Comin' Up" - 7:57
8. ゲッティン・ゼア - "Gettin' There" - 5:04
9. ザ・シーン・チェンジズ - "The Scene Changes" - 4:04

### 2003年リマスターCDボーナス・トラック
1. カミン・アップ（別テイク） - "Comin' Up" (alternate take)" - 5:26

## 参加ミュージシャン
- バド・パウエル - ピアノ
- ポール・チェンバース - ベース
- アート・テイラー - ドラムス